# Besuch einer Volkskammerdelegation in der Bundesrepublik Deutschland 1952

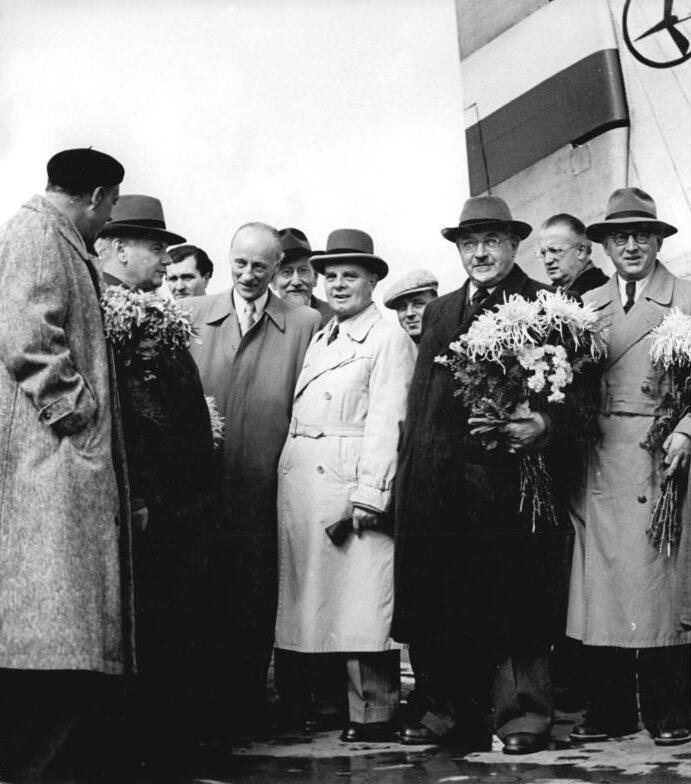
Volkskammerdelegation in Berlin-Schönefeld vor dem Abflug

Der Besuch einer Volkskammerdelegation in der Bundesrepublik Deutschland fand vom 19. bis 20. September 1952 statt. Es war der einzige solche Besuch bis 1986.

## Vorgeschichte
Die Deutsche Demokratische Republik und die Bundesrepublik Deutschland bekundeten nach ihren Gründungen 1949 wiederholt ihr Interesse an einer deutschen Wiedervereinigung, was aber nicht zu konkreten Verhandlungen führte, da die Bundesregierung die DDR-Führung nicht als demokratisch legitimiert ansah. Die DDR machte mehrfache konkrete Verhandlungsangebote, die aber immer abgelehnt oder ignoriert wurden.
Am 9. Januar 1952 beschloss die Volkskammer ein Gesetz, das gesamtdeutsche Wahlen vorbereiten sollte. Die DDR-Verantwortlichen verweigerten aber kurze Zeit später einer UNO-Kommission die Einreise, die überprüfen sollte, ob die Bedingungen für solche freie Wahlen dort gegeben seien.
Am 5. September bestimmte die Volkskammer eine Delegation, die an den Bundestag eine Bitte um Verhandlungen über die Wiedervereinigung und Friedensgespräche übergeben sollte. Bundestagspräsident Hermann Ehlers (CDU) wurde gebeten, diese zu empfangen. Nach einigen Tagen stimmte er tatsächlich zu, da er zu den wenigen westdeutschen Politikern gehörte, die eine Annäherung beider Seiten für notwendig hielten. Seine Stellvertreter Carlo Schmid (SPD) und Hermann Schäfer (FDP) stimmten zunächst ebenfalls zu. Bundeskanzler Konrad Adenauer wurde erst nach dem Absenden des Antworttelegramms informiert, da dessen Widerstand gegen solche Kontakte bekannt war. Auch die SPD lehnte den Empfang der Volkskammer-Delegation ab, deshalb musste Carlo Schmid seine Teilnahme wieder absagen. Die CDU/CSU-Fraktion im Bundestag akzeptierte notgedrungenerweise die Zusage, während die meisten Mitglieder des Bundeskabinetts sie ablehnte. Bundeskanzler Adenauer bat Ehlers deshalb schriftlich, die Delegation nicht zu empfangen, was dieser aber zurückwies. Ehlers Absicht war es der deutschen Öffentlichkeit zu zeigen, dass die CDU ebenso Interesse an den Fragen der deutschen Einheit hat wie die SPD. Der Termin wurde aber um einige Tage vorverlegt, angeblich wegen des Besuches des italienischen Ministerpräsidenten Alcide De Gasperi, tatsächlich aber auch, um DDR-Sympathisanten in der Bundesrepublik weniger Zeit für Unterstützungsaktionen zu geben.
In der DDR wurde die Reise propagandistisch umfangreich vorbereitet. Die Delegation wurde am Abfahrtstag von Präsident Wilhelm Pieck und danach auf dem Flughafen Berlin-Schönefeld offiziell verabschiedet.

## Verlauf

### Delegation
Die Delegation bestand aus fünf führenden Volkskammerabgeordneten und drei weiteren Personen
- Hermann Matern (SED), stellvertretender Volkskammerpräsident, Delegationsleiter
- Otto Nuschke, stellvertretender Ministerpräsident, Vorsitzender der CDU (Ost)
- Karl Hamann, Vorsitzender der LDPD
- Heinrich Homann, stellvertretender Vorsitzender der NDPD
- Ernst Goldenbaum, Vorsitzender der Deutschen Bauernpartei Deutschlands (DBD)
- Fred Oelßner, Politbüro  der SED-Mitglied, Sekretär für Ideologie
- Wilhelm Girnus, Redakteur für Westdeutschland beim Neuen Deutschland
- zwei Sekretärinnen und eine Stenographin

### 19. September 1952

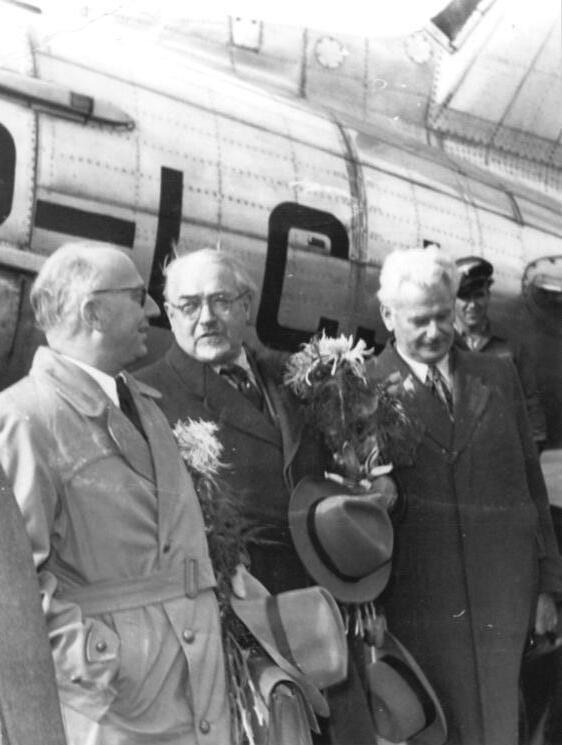
Ernst Goldenbaum (DBD), Otto Nuschke (CDU) und Hermann Matern (SED) auf dem Flughafen Düsseldorf nach ihrer Ankunft

Die DDR-Delegation kam auf dem Flughafen Düsseldorf um 14.55 Uhr mit einem polnischen Linienflug aus Berlin-Schönefeld an. Sie wurde von einer Menschenmenge erwartet, die ihr gegenüber offenbar überwiegend freundlich eingestellt war. Dann wurde sie mit drei sowjetischen Luxuslimousinen mit DDR-Kennzeichen und einer Polizeieskorte in Richtung Bonn gefahren.
Vor der Rheinbrücke bei Beuel gelang es Demonstranten vom Volksbund für Frieden und Freiheit, mit Transparenten vor die Fahrzeuge zu gelangen, und sie zum Anhalten zu bringen. Sie schlugen damit auch auf die Fahrzeuge ein, ehe die begleitende Polizei das Weiterfahren ermöglichen konnte.
Vor dem Haupteingang II des Bundeshauses in Bonn, dem Sitz des Bundestages, warteten etwa 200 Medienvertreter, sowie einige weitere Menschen. Die Wagenkolonne kam gegen 16.55 Uhr vor einem Nebeneingang an, wohin sich dann alle Wartenden schnell begaben. Die Delegation konnte wegen des Gedränges das Gebäude nur mit Hilfe der Polizei betreten. Es gab einige kritische Rufe aus der Menschenmenge.
Die Delegation wurde von Präsident Ehlers im Leseraum der Bibliothek empfangen. Anwesend waren außerdem ein Referent und ein Stenotypist, sowie die fünf Volkskammer-Vertreter und der ZK-Sekretär Oelßner. Hermann Matern gab eine kurze Erklärung ab und überreichte dem Bundestagspräsidenten das Schreiben der Volkskammer. Danach sagte dieser ein paar Sätze. Nach 18 Minuten war der Empfang beendet. Das Schreiben enthielt den Vorschlag, dass Abgeordnete beider Parlamente ihre Positionen und Standpunkte jeweils vor der anderen Volksvertretung darlegen sollten.
Beim Verlassen des Gebäudes wurden die Gäste zur Bundespressekonferenz eingeladen, was sie aber nach einer kurzen Beratung ablehnten. Auch den Vorschlag eines späteren Termins wiesen sie ab.
Danach fuhren sie in das Hotel Fürstenberg in Remagen bei Bonn. Nach dem Essen gelang es einigen Journalisten, kurze Fragen an Hermann Matern zu stellen. Zwei Frauen übergaben Bittbriefe für die Freilassung von inhaftierten Familienangehörigen.
Danach begaben sich Ernst Goldenbaum (DBD), Karl Hamann (LDPD) und Fred Oelßner (SED) zu einem Treffen mit dem Bundestagsabgeordneten Hermann Etzel (Bayernpartei) in ein Hotel. Dieser hatte sich als einziger nichtkommunistischer Bundestagsabgeordneter dazu bereit erklärt. Die anderen Delegationsmitglieder Hermann Matern (SED), Otto Nuschke (CDU) und Heinrich Homann (NDPD) empfingen die drei KPD-Bundestagsabgeordneten Friedrich Rische, Walter Fisch und Heinz Renner und danach den ehemaligen Reichskanzler Joseph Wirth, den ehemaligen Oberbürgermeister von Mönchengladbach Wilhelm Elfes und weitere Personen zu Gesprächen in ihrem Hotel.

### 20. September 1952
Am Sonnabend, den 20. September empfing die Delegation einige westdeutsche Medienvertreter, die sie persönlich eingeladen hatten. Dennoch mussten sie sich auch kritischen Fragen zur DDR stellen.
Danach fuhren sie zu einer Pressekonferenz mit ausländischen Korrespondenten in das Hotel Bergischer Hof in Bonn. Auch dort mussten sie kritische Fragen beantworten, wie die nach dem Verbleib des entführten Walter Linse.
Vor der Abfahrt wurden die Abgeordneten von Demonstranten mit faulen Tomaten beworfen. Danach reisten sie in die DDR zurück.

## Reaktionen
Bundestagspräsident Ehlers erklärte auf der Bundespressekonferenz eine Stunde nach dem Empfang seine Beweggründe, ebenso am folgenden Tag in einem Interview für dpa und in einer Rundfunkansprache. Viele westdeutsche und ausländische Medien berichteten über diesen ersten Besuch einer Volkskammerdelegation in Bonn.

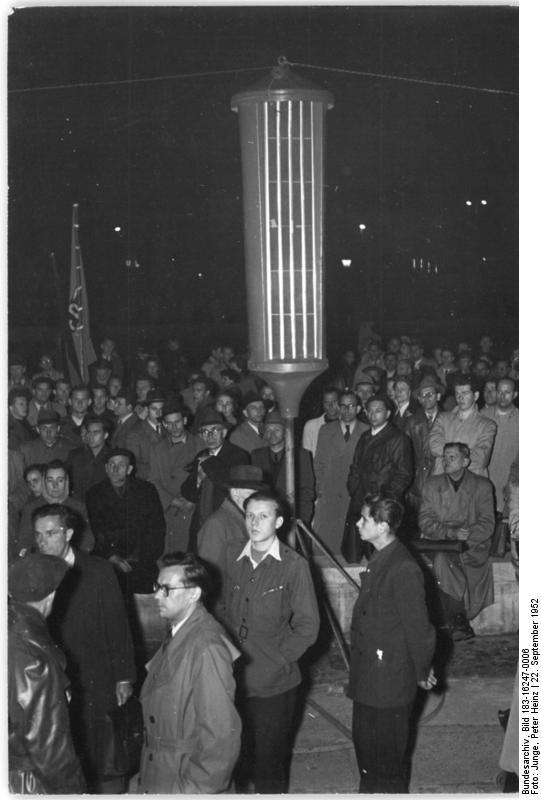
Zuhörer vor dem Friedrichstadtpalast am 22. September 1952

In der DDR wurde ausführlich darüber berichtet, wobei die Bedeutung der Übergabe stark überhöht wurde, und auch der Eindruck erweckt wurde, es wären mehr Bundestagsabgeordnete an den Begegnungen beteiligt gewesen.

„Mit angehaltenem Atem hat das ganze deutsche Volk den Verlauf der letzten Tage verfolgt. Mit der ersten offiziellen Begegnung und Aussprache zwischen den Vertretern der Volkskammer der Deutschen Demokratischen Republik und den Vertretern des Bundestages in Bonn wurde der große Versuch unternommen, die sichtbar drohende Gefahr des amerikanischen Krieges durch Überwindung der unseligen Spaltung unseres Vaterlandes abzuwenden.“

Am 21. September berichteten die Delegationsmitglieder bei Präsident Wilhelm Pieck über die Reise und am 22. September vor dem Präsidium und dem Ältestenrat der Volkskammer sowie auf einer Pressekonferenz. Am Abend sprach Hermann Matern auf einer großen Kundgebung im Friedrichstadtpalast vor etwa 3.000 Zuhörern. Vor dem Gebäude übertrugen Lautsprecher die Veranstaltung für weitere Interessierte.

## Nachwirkungen
Die Reise blieb für die DDR ohne den beabsichtigten Erfolg. Sie wurde auch in den folgenden Jahren von führenden bundesdeutschen Politikern nicht anerkannt. Bundeskanzler Adenauer und seine Nachfolger hielten weiter an der Westbindung der Bundesrepublik fest und lehnten ein neutrales vereinigtes Deutschland ab.
Bundestagspräsident Hermann Ehlers konnte 1954 während des Leipziger Kirchentages ein informelles Treffen mit Volkskammerpräsident Johannes Dieckmann (LDPD) und dessen Stellvertreter Otto Nuschke (CDU) führen. Dies geschah aber wiederum ohne das Wissen und gegen den mutmaßlichen Willen von Bundeskanzler Adenauer und blieb ohne praktische Auswirkungen.

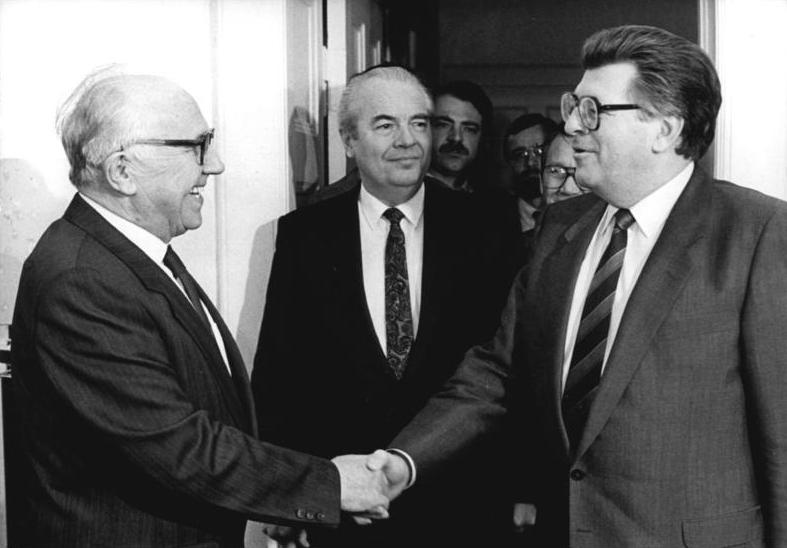
Volkskammerpräsident Horst Sindermann (links) und Bundestagspräsident Philipp Jenninger (rechts) in Bonn, 1986

Erst durch die neue Ostpolitik von Bundeskanzler Willy Brandt kam es seit 1970 zu einigen wenigen Begegnungen auf höchster Ebene und zur Anerkennung der DDR durch die Bundesrepublik. Eine Volkskammerdelegation reiste erst 1986 wieder nach Bonn, aber nur als Gast der SPD-Fraktion und wieder ohne einen offiziellen Empfang im Bundestag.